# Kravany nad Dunajom
Kravany nad Dunajom (węg. Karva) – wieś i gmina (obec) w powiecie Komárno w kraju nitrzańskim, sama wieś wzmiankowana w 1245 roku.
W 2011 roku populacja wynosiła 748 osób, około 74% mieszkańców stanowili Węgrzy, 20% Słowacy, 1% Czesi.